# IC 5305
IC 5305 је спирална галаксија у сазвјежђу Пегаз која се налази на листи објеката дубоког неба у Индекс каталогу.
Деклинација објекта је + 10° 18' 1" а ректасцензија 23h 18m 6,1s. Привидна величина (магнитуда) објекта IC 5305 износи 14,5 а фотографска магнитуда 15,3. IC 5305 је још познат и под ознакама MCG 2-59-21, CGCG 431-37, NPM1G +10.0584, PGC 70987.